# Трудовий конгрес України
Трудовий конгрес України (Конгрес трудового народу України; Всеукраїнський трудовий конгрес) — вищий тимчасовий законодавчий орган Української Народної Республіки у період Директорії УНР. Скликаний Директорією з метою організації влади в Україні та визначення форми державного правління після повалення влади гетьмана Скоропадського. Проходив у Києві 23-28 січня 1919.

## Історія
У грудні 1918 на нараді членів Директорії УНР і представників політичних партій з метою ефективної боротьби з більшовиками було запропоновано покласти в основу організації влади т. зв. «трудовий принцип», за яким влада на місцях мала належати радам робітників, селян і трудової інтелігенції. У Декларації Директорії УНР пропонувалося скликати Конгрес трудового народу України як найвищий орган влади в Україні.
22 січня 1919 у Києві відбулося урочисте проголошення злуки ЗУНР з УНР, в якому взяла участь делегація Української Національної Ради ЗУНР-ЗО УНР 1918-19 у кількості 36 осіб під головуванням заступника Президента УНРади Лева Бачинського. Директорія звернулась до галичан з проханням, щоб уся делегація УНРади взяла участь у роботі ТКУ як представництво від Західної України, на що було дано згоду. Заплановане на 19 січня 1919 відкриття ТКУ через неприбуття до Києва частини делегатів було перенесено. ТКУ розпочав роботу 23 січня 1919 р. в приміщенні оперного театру. На момент відкриття Конгресу прибуло 400 делегатів (згодом — ще частина делегатів). До ТКУ обрано всіх членів Директорії УНР, крім Симона Петлюри, котрий як представник військової влади не виставляв своєї кандидатури. Охорону Конгресу забезпечував відділ січових стрільців.
23 січня 1919 Конгрес затвердив ухвалу Української Національної Ради ЗУНР та Універсал Директорії УНР про об'єднання УНР і ЗУНР в одну державу. На наступних пленарних засіданнях ТКУ заслухав звіти Директорії (виступ Володимира Винниченка), уряду (виступ В.Чехівського), Головного отамана Симона Петлюри. Основні дискусії та редакційна робота розгорнулися у Конвенті сеньйорів, який складався з представників фракцій, та на засіданнях тимчасових комісій і фракцій. У ході роботи конгресу більшість делегатів висловилася проти встановлення в Україні радянської форми правління.
28 січня 1919 делегати Конгресу схвалили текст резолюції про владу, внесеної С.Бачинським (узгоджений з делегацією ЗО УНР, більшістю фракції УПСР та Селянської спілки) як проєкт тимчасової конституції України. В цьому документі оголошувалось про вимушене тимчасове припинення діяльності Конгресу через наступ російських військ на Київ. До наступної сесії Конгресу верховна влада і оборона держави доручались Директорії УНР, доповненої представником від Наддністрянської України (Галичини, Буковини і Закарпаття; до складу Директорії увійшов Президент УНРади ЗУНР Є.Петрушевич). Закони, видані Директорією УНР, мали затверджуватись найближчою сесією Трудового конгресу. Виконавча влада мала належати Раді народних міністрів, яка призначалася Директорією і була підзвітна Трудовому конгресу (на час перерви засідань Директорії УНР). У документі зазначалася необхідність створити комісії з контрольними функціями для розробки законопроєктів до наступної сесії Трудового конгресу. Склад комісій мав обиратися на підставі пропорційного представництва від фракцій Конгресу (1 представник від 15 делегатів).
З метою закріплення демократичного ладу в Україні ТКУ висловився за підготовку «закону для виборів всенародного Парламенту Незалежної Соборної Української Республіки». Владу на місцях було доручено здійснювати урядовим уповноваженим, що мали діяти під контролем місцевих Трудових рад, обраних пропорційно з представників селянства і робітництва. Окремо в універсалі підкреслено потребу негайної всенародної боротьби за самостійну УНР проти інтервенції радянської Росії. ТКУ затвердив Універсал «До українського народу», ноту «До народів світу», в якій заявлено право українського народу бути представленим на Паризькій мирній конференції 1919-21, та протест проти російського більшовицького наступу на Україну, відозву до армії УНР. Ухвалена більшістю ТКУ резолюція згодом була опублікована як «Закон про тимчасову владу в Українській Народній Республіці» за підписами Вітика і Бачинського.
Для підготовки законопроєктів до наступної сесії Конгрес обрав 30 депутатів, котрі 29 січня 1919 розділились по 6 комісіях:
- комісія оборони (10 осіб, голова — Мацюк);
- земельна комісія (12 осіб, голова — Петренко);
- бюджетна комісія (6 осіб, голова — Чайківський);
- комісія закордонних справ (8 осіб, голова — Бачинський Лев Васильович);
- харчова комісія (9 осіб, голова — Мельник);
- культурно-просвітня комісія (10 осіб, голова — Вировий Євген Семенович).

Після відступу Директорії УНР і уряду з Києва внаслідок більшовицького наступу комісії ТКУ проводили засідання та брали участь у спільних нарадах Директорії УНР та Ради Міністрів у Вінниці, Рівному, Кам'янці-Подільському. Протягом весни-літа 1919 комісії ТКУ поступово втрачали вплив на державне життя УНР. 11 липня 1919 у Кам'янці-Подільському на спільній нараді членів комісій (бл. 10 осіб) під головуванням С.Вітика була прийнята постанова про припинення їхньої роботи.

## Вибори депутатів Трудового конгресу
Проведення виборів до Конгресу регламентувалось спеціальною Інструкцією Директорії УНР від 5 січня 1919. Вибори мали відбуватися по куріях (від робітників, селян та «трудової інтелігенції»). Виборче право надавалось усім громадянам УНР віком від 21 року, крім позбавлених громадянських прав у судовому порядку і військовиків республіканської армії. До Конгресу мали бути обрані 593 делегати. З них від Київщини (67 делегатів), Поділля (59), Харківщини (65), Херсонщини (52), Волині (60), Чернігівщини (54), Полтавщини (58), Катеринославщини (46), Таврії (18) Холмщини, Підляшшя, Поліської округи (19), Західно-Української Народної Республіки (65); від професійних організацій: Всеукраїнського залізничного з'їзду (20); Всеукраїнського поштового з'їзду (10).
Із 528 делегатів ТКУ, що мали бути обрані на території УНР, 377 — селяни, 118 — робітники, 33 — представники «трудової інтелігенції». Головою виборчої комісії призначено Андрія Лівицького. Вибори відбувалися 12-15 січня 1919. На території Західно-Української Народної Республіки через воєнні дії на українсько-польському фронті вибори до ТКУ не проводились.

## Список депутатів

### Від селянства (377 осіб)

#### Від Київської губернії (50 осіб)
Радомишльський повіт:
- 1. Науменко М. В. , вчитель.

- 2. Огієнко Б. X. , вчитель, УПСР.

- 3. Самійленко К. Г. , вчитель, УПСР.

Чигиринський повіт:
- 4. Ковалевський М.
- 5. Грушевський Михайло Сергійович
- 6. Панченко
- 7. Євтушевський

Уманський повіт:
- 8. Дорошенко Пилип Якович

- 9. Камінський Всеволод Дмитрович

- 10. Новак Федір Костянтинович

- 11. Богач Матвій Герасимович

кандидатами обрано Саса та Святенка.
Білоцерківський повіт:
- 12. Одрина
- 13. Данченко
- 14. Линник
- 15. Гончар
- 16. Федоренко

Сквирський повіт:
- 17. (Ковалюк (УПСР)
- 18. Правдюк (УПСР)
- 19. Гайдюк (УПСР)
- 20. Котляревський (безпартійний соціаліст))

Бердичівський повіт:
- 21. Винниченко Володимир Кирилович

Переяславський повіт:
- 21. Ткаль (УПСР)
- 22. Братус (УПСР)
- 23. Шкулет (УПСР)

#### Від Волинської губернії (45 осіб)
Острозький повіт:
- 1. Павленко (УПСР)
- 2. Янчук (УПСР)
- 3. Редюк (УПСР)

Дубнівський повіт:
- 4. Ривкун (лівий УПСР)
- 5. Яконів (УПСР)
- 6. Гончарук (УПСР)

Старокостянтинівський повіт:
- 7. Гаврищук (УПСР)
- 8. Шишко/Шамко/Шимко (УПСР)
- 9. Продеус/Продуло/Продоус (УПСР)

Ізяславський повіт:
- 10. Залюбівський Б.Ф., УПСР.
- 11. Пасичнік П. В., безпартійний
- 12. Легуцький (Регуцький) Х. Л., УПСР.
- 13. Солодуб Петро Кирилович, ПСР-максималіст

Житомирський повіт:
- Ґедзь
- Гладкий Микола Дмитрович
- Грицюк
- Грушецький
- Данилков
- Слюсар

#### Чернігівська губернія (42 особи)
Чернігівський повіт:
- 1. Грищенко К.
- 2. Вовк Ф.
- 3. Скородід

Козелецький повіт:
- 8. Рябуха (УПСР)
- 9. Лопатін (УПСР)

Ніжинський повіт:
- 10. Костенецький Василь Омелянович
- 11. Гензарович
- 12. Удьбин
- 13. Назаренко

Інші:
14-42. не встановлено

#### Катеринославська губернія (31 особа)
Олександрівський повіт:
- 1. Жерлиця (УПСР)
- 2. Скасов (УПСР)
- 3. Бачинський Сергій Васильович (УПСР)
- 4. Шевченко (УСДРП)

Олександрівський повіт (за іншими даними):
- Прокопенко (УПСР-лівих)
- Руденко (лівий есер-інтернаціоналіст)
- Походій (РСДРП(б))
- Губа (УПСР)
- Лопушанський (УПСР)
- Семенов (УПСР)
- Удовик (УПСР)
- Рак(УПСР)

Верхньодніпровський повіт:
- Шоронко (УПСР)
- Бузько (УПСР)
- Волощук (УПСР)
- Мельник (УСДРП)

#### Подільська губернія (47 осіб)
Вінницький повіт:
- 1. Паливода Іван Симонович (УПСР)
- 1. Щириця Юхим Онуфрійович (УПСР)
- 1. Рижій Іван Петрович (УПСР)
- 1. Копельчук Пилип Степанович (УПСР)

Ушицький повіт:
- 1. Куриленко Михайло Прокопович (УПСР)
- 1. Сідлецький Роман Тихонович (УПСР)
- 1. Дядюшко Пилип Доротович (УПСР)
- 1. Легановський Архип Григорович (УПСР)

Літинський повіт:
- 1. Головчук (УПСР)
- 1. Онищук (УПСР)
- 1. Гачушак/Галущак І.С. (УСДРП)

Ямпільський повіт:
- 1. Хижий
- 1. Гоголь
- 1. Почняк

Гайсинський повіт:
- 1. Миколайчук Іван Маркович (УПСР)
- 1. Павловський Олексій Іванович (УПСР)
- 1. Ульченко (УПСР)
- 1. Мельник Т.Д. (безпартійний)

Кам'янецький повіт:
- 1. Шимонович Іоанікій
- 1. Пащенко Олімпіада Михайлівна
- 1. Ільчишин (с. Нова Порічна, УПСС)
- 1. Гладун (Лянцкорунська волость, заступник старшини, УПСР)

кандидати — Язловецький Е. Г. (УПСР-лівих, с. Гавриловець), Макогоненко (с. Тарасівка, УПСР-лівих)
Брацлавський повіт:
- 1. Любинський Микола

#### Від Полтавської губернії (46 осіб)
Прилуцький повіт:
- 4. Петренко Назар Антонович (УПСР-центр)
- 5. Неділько Степан (УПСР-центр)
- 6. Котеленець Іван Мефодійович (безпартійний)
- 7. Панасенко Т.Д.

Гадяцький повіт:
- 7. Буховецький Федір Юліанович, учитель
- 7. Кутовий, селянин

Пирятинський повіт:
- Орел (УПСР)
- Добровільський (УПСР)
- Шаль (УПСР)

Хорольський повіт:
- Пригода (УПСР)
- Кучерський (УПСР)

#### Від Харківської губернії (50 осіб)
1.-50. Не встановлено.

#### Від Таврійської губернії (без Криму) (14 осіб)
1-14. Не встановлено.

#### Від Холмщини, Підляшшя, Поліської округи (14 осіб)
1-14. Не встановлено.

### Від робітництва (88 осіб)
Від Київської губернії (12 осіб)
- 1. Добрацький (УПСР) (?)

- 2. Дубривський (УПСР)

- 3. Жулінський (УПСР)

- 4. Блохин (УСДРП)

- 5. Гаценко (УСДРП)

- 6. Доценко (УСДРП)

- 7. Ямков (УСДРП)

- 8. Гельфонд (Гельфанд) Хаїм-Янкель Шимонович (Хаїм Янкелевич) (А.Литвак) (Бунд)

- 9. Рафес Мойсей (Бунд)

- 10. Ларчик (Лаучик), меншовик-інтернаціоналіст

- 11. Скаржинський, меншовик-інтернаціоналіст (?)

- 12. Павловський, російський правий соціаліст-революціонер

### Від інтелігенції (33 особи)

#### Від Київської губернії (5 осіб)
- 1. Біск Ісак Соломонович, РСДРП(м)

- 2. Гвоздьов Кузьма Антонович, РСДРП(м)

- 3. Гермайзе Йосип Юрійович, УСДРП

- 4. Лещенко Андрій Іванович, УПСФ

- 5. Сухомлін Василь Іванович, ПСР

- 6. Шарий Іван Ількович, УПСР

- 7. Максимчук , УСДРП

#### Від Подільської губернії (4 особи)
- 1. Куцяк Петро Васильович (УПСР)
- 1. Река Максим Йосипович (УПСР)
- 1. Злотчанський Віктор Леонідович (УСДРП)
- 1. Щириця Юхим Онуфрійович (УПСР)

кандидати: Ксендзюк Петро Григорович (УПСР), Животко Аркадій Петрович (УПСР), Кульматицький Орест Іванович, Христич Степан Сергійович.

### Від Всеукраїнського залізничного з'їзду (20 осіб)

#### Від Поліських залізниць
- 1. Бибех

#### Від Подільських залізниць
- 2. Святський

#### Від Слобідських залізниць
- 3. Ярошенко
- 4. Іванченко
- 5. Лимарь
- 6. Мина

#### Від Правобережних залізниць
- 7. Отченаш Дмитро Лукич
- 8. Коломієць
- 9. Макаренко Андрій Гаврилович
- 10. Рудовський
- 11. Ярошенко
- 12. Яковенко

#### Від Лівобережних залізниць
- 13. Мшанецький Петро
- 14. Мурашко

#### Від Галицьких залізниць
- 15. Устимович

#### Від Запорізьких залізниць
- 16-20. не обрано

### Від Всеукраїнського поштово-телеграфного з'їзду (10 осіб)
- 1. Бублій
- 2. Косенко Іларіон
- 3. Лила
- 4. Литвиненко
- 5. Мунтян
- 6. Потирило
- 7. Сліпченко
- 8. Смоляр
- 9. Шішківський
- 10. Шматко Іван Іванович

### Депутати від ЗУНР (65 осіб)
- 1. Бачинський Лев Васильович
- 2. Бурачинський Осип
- 3. Витвицький Степан
- 4. Вітик Семен
- 5. Вітовський Дмитро
- 6. Калинович Іван Титович
- 7. Мирон Іван
- 8. Перфецький Роман
- 9. Старух Тимотей
- 10. Стефаник Василь Семенович
- 11. Цегельський Лонгин
- 12. Чайковський Андрій Якович
- 13. Шміґельський Андрій
- 14. Яросевич Роман
- 15. Содомора Михайло
- 16. Тершаковець Гринь
- 17. Цегельський Лонгин
- 18. Безпалко Йосип Іванович
- 19. Мигалка Іван
- 20. Патрус Іван
- 21. Дувірак Григорій
- 22. Устиянович Осип
- 23. Лисан Юрій Іванович
- 24. Шекерик-Доників Петро
- 25. Чубатий Микола
- 26. Сандуляк Іван
- 27. Попович Ілля Омелянович

## Керівний склад

### Президія
- Одрина Дмитро Антонович (від селянської спілки)
- Вітик Семен (УСДРП) — голова
- Старух Тимотей
- вакантне місце (для лівих обʼєднаних соціалістів)

### Секретаріат
- Бачинський Сергій Васильович (УПСР)
- Злотчанський Віктор Леонідович (УСДРП)
- Гаврилюк Л. (російські есери)
- Воропай В. (УПСС)
- Біск Ісак Соломонович (РСДРП)
- вакантне місце (для залізничників та поштовиків)